# Habarovsk
Habarovsk (rusko Хаба́ровск) je mesto v Ruski federaciji, glavno mesto Habarovskega okraja. Leži ob reki Amur na ruskem Daljnem vzhodu, 30 km vzhodno od meje s Kitajsko in severno od Primorskega okraja. Od Vladivostoka je oddaljeno približno 800 kilometrov.
Prvotno naselje je bilo ustanovljeno 31. maja 1858. Status mesta je dobilo leta 1880. Do leta 1893 je bilo znano kot Habarovka. Podnebje je podobno kot v drugih mestih na ruskem Daljnem vzhodu, kar pomeni, da so zime hladne, poletja pa vroča in soparna. Leta 2010 je mesto imelo 577.441 prebivalcev.